# Jacob Gerritsz Cuyp
Jacob Gerritsz Cuyp, nizozemski slikar, * 1594, Dordrecht, † 1652, Dordrecht.
Cuyp, ki je deloval v času nizozemske zlate dobe, je bil polbrat Benjamina Gerritsza in oče Aelberta.